# Euryphagus
Euryphagus is een geslacht van kevers uit de familie van de boktorren (Cerambycidae). De wetenschappelijke naam van het geslacht werd voor het eerst geldig gepubliceerd in 1864 door Carl Gustaf Thomson.

## Soorten
- Euryphagus lundii (Fabricius, 1793)
- Euryphagus maxillosus (Olivier, 1795)
- Euryphagus miniatus (Fairmaire, 1904)
- Euryphagus ustulatus Achard, 1912